# Crna Ćuprija

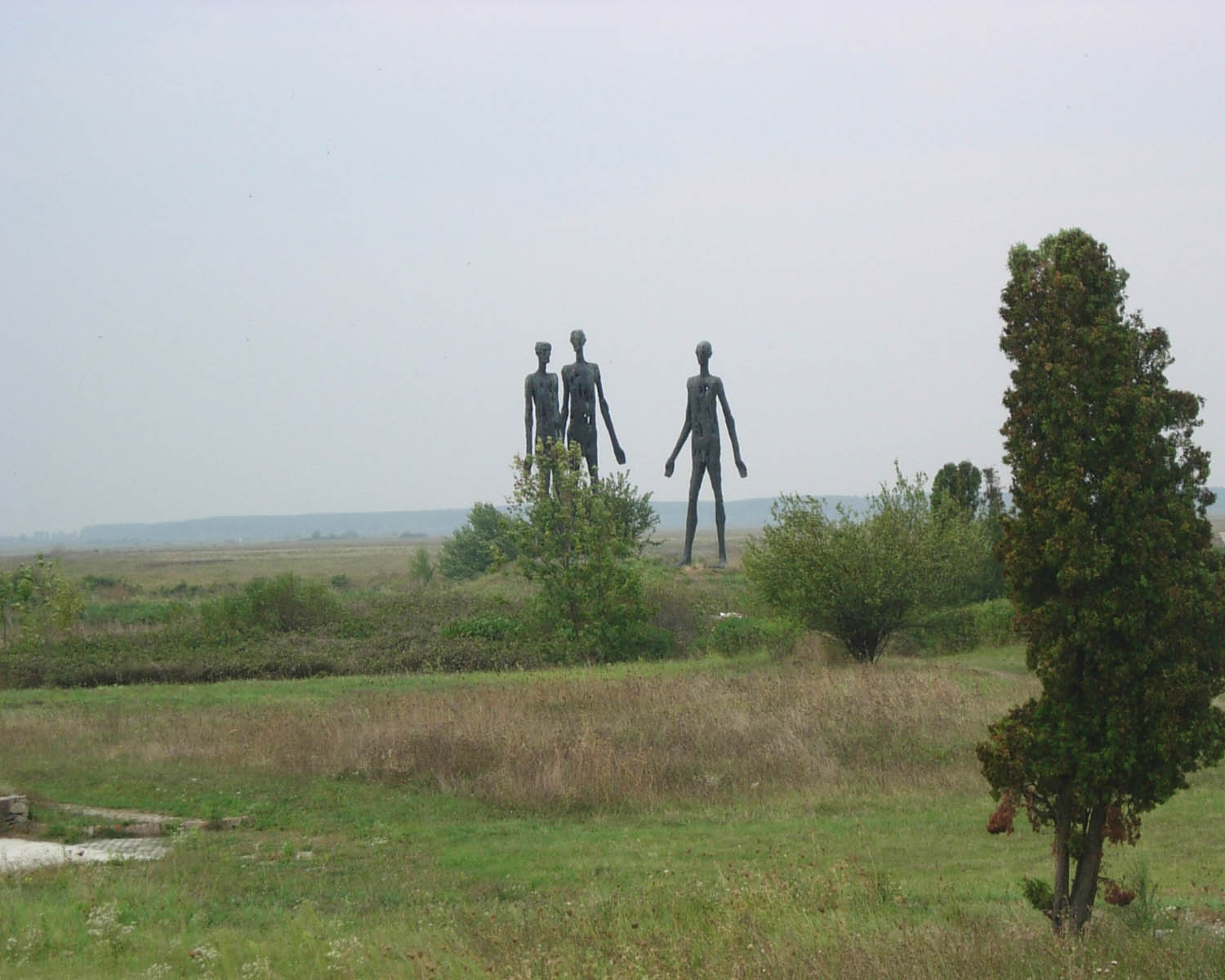
Sousoší v otevřené krajině.

Památník Crna Ćuprija (srbsky v cyrilici Црна Ћуприја) se nachází v srbské Vojvodině, 10 km od obce Žabalj, východně od Nového Sadu, u silnice směrem ke Zrenjaninu. Památník připomíná vraždění Židů na území bývalé Jugoslávie během druhé světové války. Areál památníku zabírá 472 hektarů a od roku 1991 je památkově chráněn.
Památník připomíná události z roku 1942, kdy na uvedeném místě maďarští fašisté popravili několik set Srbů a Židů původem z jižní Bačky. Tuto událost připomíná rovněž i památník na novosadském nábřeží v blízkosti Petrovaradínské pevnosti.
Památník byl dokončen v roce 1962 podle návrhu sochaře Jovana Soldatoviće. V blízkosti devět metrů vysokého památníku se nachází rovněž i socha stylizovaného květu leknínu od Vladislava Rajčetiće a pamětní desky se seznamy mrtvých z Žabalje. Původní desky byly bronzové, ty byly nicméně v roce 2009 odcizeny a následně nahrazené deskami mramorovými.